# Ganelón

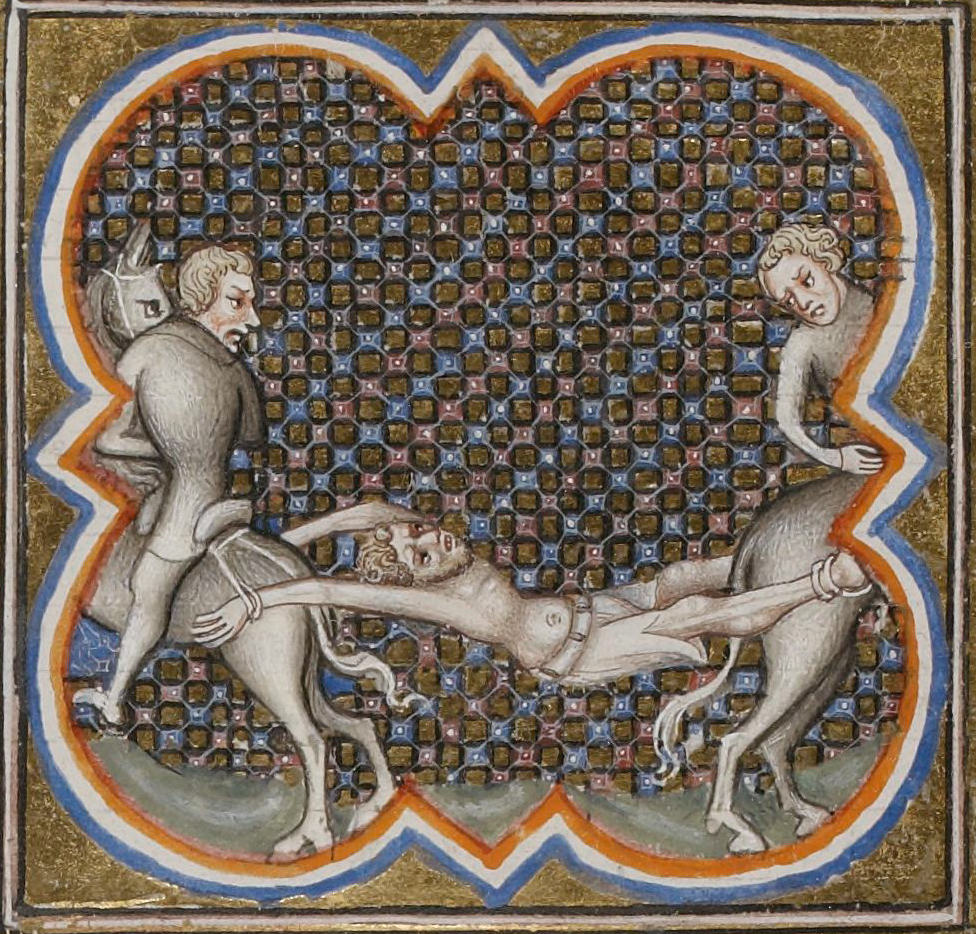
Descuartizamiento de Ganelón, según miniatura del en un manuscrito conservado en la Biblioteca Nacional de Francia.

Ganelón es un personaje literario del Cantar de Roldán. Está casado con la hermana del Emperador Carlomagno y es padrastro de uno de sus sobrinos, Roldán (también llamado Rolando en español), a quien traiciona. Por ello ha pasado en la tradición francesa a ser de algún modo el ejemplo de traidor despreciable. Se puede comparar con Vellido Dolfos en la tradición literaria española.
El verdadero Ganelón, quien realmente era un pastor, traicionó al rey Carlos el Calvo, nieto de Carlomagno. Vivió mucho tiempo después del personaje del Cantar de Roldán, es decir, dos generaciones después de Carlomagno, entre 830 y 840, lo que permitió al autor del Cantar de Roldán (tal vez el monje normando Turoldo) utilizar en su obra a este Ganelón.

## La traición de Roncesvalles
En la canción épica, el odio de Ganelón hacia Roldán se desencadena cuando éste propone a Carlomagno que sea Ganelón el negociador con Marsilio, rey de Zaragoza, ya que han recibido unas turbias propuestas. 
Cuando Carlomagno había pasado seis años en España, por consejo de Rolando, su sobrino, envía a Ganelón al frente de una embajada para negociar con Marsilio, el rey pagano de Zaragoza. Esto desencadena el odio y los celos de Ganelón.
La traición de Ganelón descubre a Marsilio la ruta que el ejército cristiano diseñado para tomar el camino a casa. El rey pagano llega a Roncesvalles al tiempo que Rolando atravesaba el  paso de Roncesvalles con una retaguardia de 20.000 hombres. La lucha encarnada deja cien mil sarracenos muertos y sólo sobreviven  cincuenta hombres de Rolando, quien sopla el cuerno encantado con todas sus fuerzas hasta reventar las venas del cuello. Carlomagno escuchó el sonido, pero Ganelón le convenció de que sólo era su sobrino a la caza del venados. Rolando murió a causa de las heridas poco antes de arrojar su fiel espada Durandarte en una corriente envenenada.
Tras la muerte de su sobrino, Carlomagno detendrá a Ganelón y lo llevará a juicio. 
Durante su juicio, Ganelón invoca sus diferencias con Roldán y declara que no deseaba traicionar a su rey. Treinta parientes de Ganelón le defienden, y Pinabel, Señor del Castillo de Sorence, desafía a cualquiera que desee condenar a Ganelón. Los nobles, temerosos, tratan de convencer a Carlomagno de que sea clemente, pero Thierry de Argonne (hermano del Duque Godofredo I de Anjou) acepta el desafío y derrota a Pinabel.

## Muerte de Ganelón
Como resultado del triunfo de Thierry en ese juicio de Dios, Ganelón es declarado culpable de felonía y traición condenado a ser descuartizado por cuatro caballos. 

Llevados cuatro corceles, a continuación, se le ataron los pies y las manos. Los caballos estaban ansiosos y eran rápidos;... Ganelón llegó a su muerte. Todos sus nervios se estiraron, todos los miembros de su cuerpo quedaron rotos y sobre la hierba verde se extendió su sangre clara. Ganelón murió la muerte propia de un delincuente comprobado.

De paso, todos sus parientes serán ahorcados en el árbol maldito, como le aconsejara el rey Basbrun a Carlomagno.

## Ganelón en la literatura
Además de haberse convertido en uno de los antagonistas en el Cantar de Rolando, Ganelón aparecerá en otras obras como la Divina Comedia, en la cual Dante, en el canto XXXII, lo muestra enterrado en el hielo del lago Cocito, en el noveno círculo del Infierno, lo más profundo, como castigo de su traición.